# Ekwador na Letnich Igrzyskach Olimpijskich 2020
Ekwador na Letnich Igrzyskach Olimpijskich 2020 reprezentowało 46 zawodników : 17 mężczyzn i 29 kobiet. Był to 15 start reprezentacji Ekwadoru na letnich igrzyskach olimpijskich.

## Zdobyte medale[3]
| Medal  | Zawodnik        | Dyscyplina           | Konkurencja                         | Rezultat | Data       |
| ------ | --------------- | -------------------- | ----------------------------------- | -------- | ---------- |
| Złoto  | Richard Carapaz | Kolarstwo szosowe    | wyścig ze startu wspólnego mężczyzn | 6:05:26  | 24 lipca   |
| Złoto  | Neisi Dajomes   | Podnoszenie ciężarów | kategoria do 76 kg kobiet           | 263 kg   | 1 sierpnia |
| Srebro | Tamara Salazar  | Podnoszenie ciężarów | kategoria do 87 kg kobiet           | 263 kg   | 2 sierpnia |

## Skład kadry

### Boks
| Zawodnik            | Konkurencja            | 1/16             | 1/8              | Ćwierćfinał      | Półfinał         | Finał            | Finał   | Źródło |
| Zawodnik            | Konkurencja            | Przeciwnik Wynik | Przeciwnik Wynik | Przeciwnik Wynik | Przeciwnik Wynik | Przeciwnik Wynik | Miejsce | Źródło |
| ------------------- | ---------------------- | ---------------- | ---------------- | ---------------- | ---------------- | ---------------- | ------- | ------ |
| Jean Caicedo        | waga piórkowa mężczyzn | Bucenko W 3-2    | Takyi P 0-5      | NQ               | NQ               | NQ               | 9.      | [ 4 ]  |
| Julio Castillo      | waga ciężka mężczyzn   | Bye              | Ishaish P 0-4    | NQ               | NQ               | NQ               | 9.      | [ 5 ]  |
| María José Palacios | waga lekka kobiet      | Seesondee P 0-5  | NQ               | NQ               | NQ               | NQ               | 17.     | [ 6 ]  |
| Érika Pachito       | waga średnia kobiet    | N/A              | Gramane P 1-4    | NQ               | NQ               | NQ               | 9.      | [ 7 ]  |

### Golf
| Zawodnik        | Konkurencja | Runda 1 | Runda 2 | Runda 3 | Runda 4 | Łącznie | Łącznie | Łącznie | Źródło |
| Zawodnik        | Konkurencja | Wynik   | Wynik   | Wynik   | Wynik   | Wynik   | Par     | Pozycja | Źródło |
| --------------- | ----------- | ------- | ------- | ------- | ------- | ------- | ------- | ------- | ------ |
| Daniela Darquea | kobiety     | 72      | 73      | 65      | 73      | 283     | - 1     | 38.     | [ 8 ]  |

### Jeździectwo
WKKW
| Zawodnik          | Konkurencja   | Koń             | Ujeżdżenie | Cross country | Skoki (runda kwalifikacyjna) | Razem  | Skoki (runda finałowa) | Finał | Pozycja | Źródło |
| ----------------- | ------------- | --------------- | ---------- | ------------- | ---------------------------- | ------ | ---------------------- | ----- | ------- | ------ |
| Nicolas Wettstein | indywidualnie | Altier d'Aurois | 40,90      | 48,40         | 16,00                        | 105,30 | NQ                     | NQ    | 41.     | [ 9 ]  |

### Judo
| Zawodnik         | Konkurencja | 1/16                 | 1/8                 | Ćwierćfinał         | Półfinał            | Repasaże            | Finał / 3.miejsce   | Finał / 3.miejsce | Źródła |
| Zawodnik         | Konkurencja | Przeciwniczka Wynik  | Przeciwniczka Wynik | Przeciwniczka Wynik | Przeciwniczka Wynik | Przeciwniczka Wynik | Przeciwniczka Wynik | Pozycja           | Źródła |
| ---------------- | ----------- | -------------------- | ------------------- | ------------------- | ------------------- | ------------------- | ------------------- | ----------------- | ------ |
| Lenin Preciado   | -60 kg (m)  | Gerczew P 00-10      | NQ                  | NQ                  | NQ                  | NQ                  | NQ                  | 17.               | [ 10 ] |
| Estefanía García | -63 kg (k)  | Ozdoba-Błach P 00-10 | NQ                  | NQ                  | NQ                  | NQ                  | NQ                  | 17.               | [ 11 ] |
| Vanessa Chalá    | -78 kg (k)  | Turczyn P 00-10      | NQ                  | NQ                  | NQ                  | NQ                  | NQ                  | 17.               | [ 12 ] |

### Kolarstwo

#### Kolarstwo szosowe
| Zawodnik         | Konkurencja                    | Czas    | Pozycja | Źródło |
| ---------------- | ------------------------------ | ------- | ------- | ------ |
| Richard Carapaz  | wyścig ze startu wspólnego (m) | 6:05:26 | złoto   | [ 13 ] |
| Jhonatan Narváez | wyścig ze startu wspólnego (m) | 6:15:38 | 47.     | [ 13 ] |

#### Kolarstwo BMX
Wyścig
| Zawodnik        | Konkurencja | Ćwierćfinał | Ćwierćfinał | Półfinał | Półfinał | Finał  | Finał   | Pozycja | Źródło |
| Zawodnik        | Konkurencja | Wynik       | Miejsce     | Wynik    | Miejsce  | Wynik  | Miejsce | Pozycja | Źródło |
| --------------- | ----------- | ----------- | ----------- | -------- | -------- | ------ | ------- | ------- | ------ |
| Doménica Azuero | kobiety     | 13          | 5.          | NQ       | NQ       | NQ     | NQ      | 18.     | [ 14 ] |
| Alfredo Campo   | mężczyźni   | 12          | 4.          | 8        | 4.       | 40,705 | 5.      | 5.      | [ 15 ] |

### Lekkoatletyka
Konkurencje biegowe
| Zawodnik                                                     | Konkurencja            | Eliminacje | Eliminacje | Półfinał | Półfinał | Finał   | Finał   | Źródło |
| Zawodnik                                                     | Konkurencja            | Wynik      | Miejsce    | Wynik    | Miejsce  | Wynik   | Miejsce | Źródło |
| ------------------------------------------------------------ | ---------------------- | ---------- | ---------- | -------- | -------- | ------- | ------- | ------ |
| Brian Pintado                                                | chód na 20 km (m)      | N/A        | N/A        | N/A      | N/A      | 1:22:54 | 12.     | [ 16 ] |
| David Hurtado                                                | chód na 20 km (m)      | N/A        | N/A        | N/A      | N/A      | 1:24:31 | 19.     | [ 16 ] |
| Jordy Jiménez                                                | chód na 20 km (m)      | N/A        | N/A        | N/A      | N/A      | 1:27:52 | 35.     | [ 16 ] |
| Andrés Chocho                                                | chód na 50 km (m)      | N/A        | N/A        | N/A      | N/A      | 3:59:03 | 19.     | [ 17 ] |
| Jhonatan Amores                                              | chód na 50 km (m)      | N/A        | N/A        | N/A      | N/A      | 4:05:07 | 27.     | [ 17 ] |
| Claudio Villanueva                                           | chód na 50 km (m)      | N/A        | N/A        | N/A      | N/A      | 4:53:09 | 47.     | [ 17 ] |
| Ángela Tenorio                                               | 100 m (k)              | 11,59      | 6.         | NQ       | NQ       | NQ      | NQ      | [ 18 ] |
| Rosa Chacha                                                  | maraton (k)            | N/A        | N/A        | N/A      | N/A      | 2:36:44 | 41.     | [ 19 ] |
| Andrea Bonilla                                               | maraton (k)            | N/A        | N/A        | N/A      | N/A      | 2:43:30 | 60.     | [ 19 ] |
| Paola Pérez                                                  | chód na 20 km (k)      | N/A        | N/A        | N/A      | N/A      | 1:31:26 | 9.      | [ 20 ] |
| Karla Jaramillo                                              | chód na 20 km (k)      | N/A        | N/A        | N/A      | N/A      | 1:36:32 | 28.     | [ 20 ] |
| Glenda Morejón                                               | chód na 20 km (k)      | N/A        | N/A        | N/A      | N/A      | DNF     | DNF     | [ 20 ] |
| Marizol Landázuri Anahí Suárez Yuliana Angulo Ángela Tenorio | sztafeta 4 × 100 m (k) | 43,69      | 8.         | N/A      | N/A      | NQ      | NQ      | [ 21 ] |

Konkurencje techniczne
| Zawodnik     | Konkurencja      | Kwalifikacje | Kwalifikacje | Finał | Finał   | Źródło |
| Zawodnik     | Konkurencja      | Wynik        | Miejsce      | Wynik | Miejsce | Źródło |
| ------------ | ---------------- | ------------ | ------------ | ----- | ------- | ------ |
| Juan Caicedo | rzut dyskiem (m) | 57,75        | 28.          | NQ    | NQ      | [ 22 ] |

### Łucznictwo
| Zawodnik                         | Konkurencja       | Runda rankingowa | Runda rankingowa | 1/32                  | 1/16             | 1/8              | Ćwierćfinały     | Półfinały        | Finał            | Finał   | Źródło               |
| Zawodnik                         | Konkurencja       | Wynik            | Miejsce          | Przeciwnik Wynik      | Przeciwnik Wynik | Przeciwnik Wynik | Przeciwnik Wynik | Przeciwnik Wynik | Przeciwnik Wynik | Pozycja | Źródło               |
| -------------------------------- | ----------------- | ---------------- | ---------------- | --------------------- | ---------------- | ---------------- | ---------------- | ---------------- | ---------------- | ------- | -------------------- |
| Adriana Espinosa de los Monteros | indywidualnie (k) | 606              | 62.              | Kang Chae-young P 0-6 | NQ               | NQ               | NQ               | NQ               | NQ               | 33.     | [ 23 ] [ 24 ] [ 25 ] |

### Pięciobój nowoczesny
| Zawodnik        | Konkurencja | Szermierka      | Szermierka | Szermierka | Pływanie | Pływanie | Pływanie | Jazda konna | Jazda konna | Kombinacja: strzelanie/bieg przełajowy | Kombinacja: strzelanie/bieg przełajowy | Kombinacja: strzelanie/bieg przełajowy | Suma punktów | Pozycja | Źródło |
| Zawodnik        | Konkurencja | Wynik (wygrane) | M.         | Punkty     | Czas     | M.       | Punkty   | M.          | Punkty      | Czas                                   | M.                                     | Punkty                                 | Suma punktów | Pozycja | Źródło |
| --------------- | ----------- | --------------- | ---------- | ---------- | -------- | -------- | -------- | ----------- | ----------- | -------------------------------------- | -------------------------------------- | -------------------------------------- | ------------ | ------- | ------ |
| Marcela Cuaspud | kobiety     | 4               | 36.        | 124        | 2:27,91  | 35.      | 255      | EL          | 0           | 12:39,94                               | 33.                                    | 481                                    | 860          | 35.     | [ 26 ] |

### Pływanie
| Zawodnik         | Konkurencja        | Eliminacje | Eliminacje | Półfinał | Półfinał | Finał     | Finał   | Źródło |
| Zawodnik         | Konkurencja        | Czas       | Miejsce    | Czas     | Miejsce  | Czas      | Miejsce | Źródło |
| ---------------- | ------------------ | ---------- | ---------- | -------- | -------- | --------- | ------- | ------ |
| Tomas Peribonio  | 200 m zmiennym (m) | 2:00,62    | 36.        | NQ       | NQ       | NQ        | NQ      | [ 27 ] |
| Tomas Peribonio  | 400 m zmiennym (m) | 4:18,73    | 24.        | N/A      | N/A      | NQ        | NQ      | [ 28 ] |
| David Farinango  | 10 km (m)          | N/A        | N/A        | N/A      | N/A      | 1:53:09,8 | 15.     | [ 29 ] |
| Anicka Delgado   | 50 m dowolnym (k)  | 25,36      | 25.        | NQ       | NQ       | NQ        | NQ      | [ 30 ] |
| Anicka Delgado   | 100 m dowolnym (k) | 55,56      | 31.        | NQ       | NQ       | NQ        | NQ      | [ 31 ] |
| Samantha Arévalo | 10 km (k)          | N/A        | N/A        | N/A      | N/A      | 2:01:30,6 | 11.     | [ 32 ] |

### Podnoszenie ciężarów
| Zawodnik          | Konkurencja   | Rwanie | Rwanie  | Podrzut | Podrzut | Razem  | Pozycja | Źródło |
| Zawodnik          | Konkurencja   | Wynik  | Pozycja | Wynik   | Pozycja | Razem  | Pozycja | Źródło |
| ----------------- | ------------- | ------ | ------- | ------- | ------- | ------ | ------- | ------ |
| Alexandra Escobar | -59 kg kobiet | DNF    | DNF     | DNF     | DNF     | DNF    | DNF     | [ 33 ] |
| Angie Palacios    | -64 kg kobiet | 104 kg | 2.      | 122 kg  | 7.      | 226 kg | 6.      | [ 33 ] |
| Neisi Dajomes     | -76 kg kobiet | 118 kg | 1.      | 145 kg  | 1.      | 263 kg | złoto   | [ 33 ] |
| Tamara Salazar    | -87 kg kobiet | 113 kg | 3.      | 150 kg  | 2.      | 263 kg | srebro  | [ 33 ] |

### Surfing
| Zawodnik    | Konkurencja | Eliminacje | Eliminacje | Eliminacje | Eliminacje | 1/8 finału       | Ćwierćfinał      | Półfinał         | Finał/3. miejsce | Pozycja | Źródło |
| Zawodnik    | Konkurencja | Runda 1    | Runda 1    | Runda 2    | Runda 2    | 1/8 finału       | Ćwierćfinał      | Półfinał         | Finał/3. miejsce | Pozycja | Źródło |
| Zawodnik    | Konkurencja | Wynik      | Miejsce    | Wynik      | Miejsce    | Przeciwnik Wynik | Przeciwnik Wynik | Przeciwnik Wynik | Przeciwnik Wynik | Pozycja | Źródło |
| ----------- | ----------- | ---------- | ---------- | ---------- | ---------- | ---------------- | ---------------- | ---------------- | ---------------- | ------- | ------ |
| Mimi Barona | kobiety     | 7,66       | 3.         | 8,87       | 5.         | NQ               | NQ               | NQ               | NQ               | 19.     | [ 34 ] |

### Strzelectwo
| Zawodnik          | Konkurencja               | Kwalifikacje | Kwalifikacje | Finał | Finał   | Źródło        |
| Zawodnik          | Konkurencja               | Wynik        | Pozycja      | Wynik | Pozycja | Źródło        |
| ----------------- | ------------------------- | ------------ | ------------ | ----- | ------- | ------------- |
| Andrea Pérez Peña | pistolet pneumatyczny (k) | 565-11x      | 36.          | NQ    | NQ      | [ 35 ] [ 36 ] |
| Diana Durango     | pistolet pneumatyczny (k) | 559-8x       | 45.          | NQ    | NQ      | [ 35 ] [ 36 ] |
| Andrea Pérez Peña | pistolet sportowy (k)     | 582-18x      | 13.          | NQ    | NQ      | [ 37 ]        |
| Diana Durango     | pistolet sportowy (k)     | 569-15x      | 38.          | NQ    | NQ      | [ 37 ]        |

### Tenis stołowy
| Zawodnik     | Konkurencja        | Eliminacje       | Runda 1          | Runda 2          | Runda 3          | 1/8 finału       | Ćwierćfinały     | Półfinały        | Finał            | Finał   | Źródło |
| Zawodnik     | Konkurencja        | Przeciwnik Wynik | Przeciwnik Wynik | Przeciwnik Wynik | Przeciwnik Wynik | Przeciwnik Wynik | Przeciwnik Wynik | Przeciwnik Wynik | Przeciwnik Wynik | Pozycja | Źródło |
| ------------ | ------------------ | ---------------- | ---------------- | ---------------- | ---------------- | ---------------- | ---------------- | ---------------- | ---------------- | ------- | ------ |
| Alberto Miño | gra pojedyncza (m) | N/A              | Kumar P 2-4      | NQ               | NQ               | NQ               | NQ               | NQ               | NQ               | 49.     | [ 38 ] |

### Triathlon
| Zawodnik        | Konkurencja | Pływanie | Zmiana 1 | Jazda na rowerze | Zmiana 2         | Bieg             | Czas             | Pozycja          | Źródło |
| --------------- | ----------- | -------- | -------- | ---------------- | ---------------- | ---------------- | ---------------- | ---------------- | ------ |
| Elizabeth Bravo | kobiety     | 20:15    | 0:42     | okrążenie straty | okrążenie straty | okrążenie straty | okrążenie straty | okrążenie straty | [ 39 ] |

### Zapasy
| Zawodnik       | Konkurencja              | Kwalifikacje     | 1/8                | Ćwierćfinał        | Półfinał         | Repesaż 1         | Finał            | Finał   | Źródło |
| Zawodnik       | Konkurencja              | Przeciwnik Wynik | Przeciwnik Wynik   | Przeciwnik Wynik   | Przeciwnik Wynik | Przeciwnik Wynik  | Przeciwnik Wynik | Pozycja | Źródło |
| -------------- | ------------------------ | ---------------- | ------------------ | ------------------ | ---------------- | ----------------- | ---------------- | ------- | ------ |
| Lucía Yépez    | -50 kg kobiet styl wolny | N/A              | Isłamowa W 9-6     | Susaki P 0-10      | NQ               | Namuunceceg P w/o | NQ               | 8.      | [ 40 ] |
| Luisa Valverde | -53 kg kobiet styl wolny | N/A              | Prewolaraki W 11-4 | Bat-Ochiryn P 5-15 | NQ               | NQ                | NQ               | 8.      | [ 41 ] |